# Michel Zendali
Michel Zendali est un journaliste suisse, né le 27 juin 1953, à Renens. Il a présenté du 30 octobre 2008 au 4 avril 2011 l'émission culturelle Tard pour bar, dont il est le créateur.

## Biographie

### Origines et famille
Michel Zendali naît le 27 juin 1953, à Renens, près de Lausanne, dans le canton de Vaud, d'un père suisse, aux lointaines origines vénétiennes, et d'une mère italienne. Il est fils unique.
Il est père de deux enfants, dont le président du Parti socialiste lausannois Benoît Gaillard.

### Enfance et études
Il grandit à Renens, où ses parents tiennent la brasserie de Verdeaux.
Après une scolarité obligatoire difficile, il suit le gymnase du soir puis obtient une licence en science politique à l'Université de Lausanne tout en travaillant comme chauffeur de taxi.

### Parcours professionnel
Il travaille d'abord à l'Agence télégraphique suisse à Berne, puis pour plusieurs médias dont La Liberté et à la Radio Suisse Romande, sur La Première (émission Levez l'info). C'est l'un des fondateurs du journal le Nouveau Quotidien.
Il rejoint une première fois la Télévision suisse romande et fait partie de l'équipe qui crée l'émission Mise au point. Il part ensuite à L'Hebdo, puis travaille comme rédacteur en chef du journal Le Matin Dimanche en 2001.
Il retrouve ensuite à la TSR pour y animer l'émission Infrarouge jusqu'en juin 2008, puis en octobre 2008, l'émission culturelle Tard pour bar.
Il participe à deux reprises aux émissions spéciales réalisées pour les élections fédérales, en 2007 avec Desperate électrices et en 2015 avec Moi candidat.ch.
Il termine sa carrière à la fin de 2017 à la RTS-radio après avoir créé et animé pendant deux ans le talk-show Les Beaux Parleurs.

## Émissions RTS
- 2004 -  Infrarouge
- 2007 -  Desperate Electrices
- 2008 -  Tard pour bar
- 2015 -  Moicandidat.ch
- 2016 -  Les Beaux Parleurs